# Castelnuovo del Garda
Castelnuovo del Garda es una localidad y municipio italiano de 12.313 habitantes, ubicada en la provincia de Verona (una de las siete provincias de la región de Véneto). Es famosa por el parque temático Gardaland

## Demografía
| Gráfica de evolución demográfica de Castelnuovo del Garda entre 1861 y 2001 |
|                                                                             |
| fuente ISTAT - elaboración gráfica a cargo de Wikipedia                     |